# Zmarli w roku 1865
Lista osób zmarłych w 1865:

## styczeń 1865
- 13 stycznia – Józef Dzierzkowski, polski pisarz i publicysta, prekursor lwowskiej cyganerii literackiej[1]
- 19 stycznia – Pierre-Joseph Proudhon, francuski polityk, ekonomista, socjolog i dziennikarz[2]

## luty 1865
- 10 lutego – Heinrich Lenz, niemiecki fizyk[3]
- 16 lutego – Tadeusz Wolański, polski archeolog, autor hipotezy o słowiańskim pochodzeniu Etrusków[4]

## marzec 1865
- 5 marca – Heinrich Wilhelm Schott, austriacki botanik[5]
- 23 marca – Antonín Pich, czeski znachor i zielarz[6]

## kwiecień 1865
- 1 kwietnia – Giuditta Pasta, włoska śpiewaczka operowa, sopran[7]
- 15 kwietnia – Abraham Lincoln, szesnasty prezydent USA[8]
- 26 kwietnia – John Wilkes Booth, zabójca prezydenta Abrahama Lincolna[9]
- 30 kwietnia – Robert FitzRoy, brytyjski żeglarz, wiceadmirał, gubernator Nowej Zelandii[10]

## maj 1865
- 25 maja – Magdalena Zofia Barat, francuska zakonnica, założycielka Zgromadzenia Najświętszego Serca Jezusa, święta katolicka[11]

## lipiec 1865
- 1 lipca – Ignacy Falzon, maltański duchowny katolicki, błogosławiony[12]

## sierpień 1865
- 13 sierpnia – Ignaz Semmelweis, wiedeński lekarz położnik, prekursor antyseptyki, współcześnie uznawany za jednego z pierwszych praktyków „evidence-based medicine”[13]
- 26 sierpnia – Johann Franz Encke, niemiecki astronom[14]
- 29 sierpnia – Robert Remak, polski i niemiecki lekarz, żydowskiego pochodzenia, twórca nowoczesnej embriologii[15]

## grudzień 1865
- 4 grudnia – Adolf Kolping, niemiecki ksiądz katolicki, błogosławiony[16]
- 10 grudnia – Leopold I Koburg, pierwszy król Belgów[17]
- 24 grudnia – Paula Elżbieta Cerioli,współzałożycielka Instytutu Zakonnego Sióstr Świętej Rodziny, święta katolicka[18]
- 31 grudnia – Fredrika Bremer, szwedzka pisarka i feministka[19]